# Will Putnam
Will Putnam (Detroit, 13 agosto 2000) è un giocatore di football americano statunitense che milita nel ruolo di centro per i Las Vegas Raiders della National Football League (NFL). Al college ha giocato per Clemson.

## Carriera universitaria
Putnam, originario di Detroit nel Michigan, crebbe prima a Chatham in Illinois dove cominciò a giocare a football nella locale Glenwood High School per poi, seguendo il padre membro dell'esercito americano, trasferirsi alla Henry B. Plant High School a Tampa in Florida. Valutato come un prospetto medio-alto (quattro stelle su cinque) per il college football, nel 2019 ricevette offerte da svariate università, come Florida State, Auburn, Miami, Michigan e Penn State, scegliendo infine di andare all'Università di Clemson con i Tigers impegnati nell'Atlantic Coast Conference (ACC) della Divisione I della Football Bowl Subdivision (FBS) della NCAA.
Nella sua prima stagione a Clemson fece 11 presenze come guardia con 192 snap giocati. Diventò guardia titolare a partire dalla sua seconda stagione, nel 2020, dove giocò 790 snap, guidando la conference con meno di due sack permessi a partita. Nel 2021 giocò sempre da guardia collezionando 633 snap. Nel 2022 passò a giocare nel ruolo di centro, giocando da titolare 996 snap offensivi, quarto nella storia di Clemson, e nuovamente venendo inserito nel Third-Team All-ACC. Nel 2023 fu nominato capitano e giocò da centro 953 snap e ancora fu selezionato nel Third-Team All-ACC.
Premi e riconoscimenti
- 2 Third-team All-ACC (2022-2023)

Statistiche al college
| Stagione | Stagione | Stagione   | Stagione   | Stagione | Stagione |
| Anno     | Squadra  | Campionato | Conference | P        | PT       |
| -------- | -------- | ---------- | ---------- | -------- | -------- |
| 2019     | Clemson  | FBS Div. I | ACC        | 11       | 0        |
| 2020     | Clemson  | FBS Div. I | ACC        | 12       | 12       |
| 2021     | Clemson  | FBS Div. I | ACC        | 10       | 10       |
| 2022     | Clemson  | FBS Div. I | ACC        | 14       | 14       |
| 2023     | Clemson  | FBS Div. I | ACC        | 13       | 13       |
| Totale   | Totale   | Totale     | Totale     | 60       | 49       |

Fonte: Clemson

## Carriera professionistica

### Las Vegas Raiders
Putnam non fu selezionato nel corso del Draft NFL 2024 e il 27 aprile 2024 firmò da undrafted free agent con i Las Vegas Raiders. Non riuscì a rientrare nel roster attivo iniziale per la stagione e il 27 agosto 2024 fu svincolato per poi essere aggregato alla squadra di allenamento il giorno successivo. Putnam fu elevato nel roster attivo per la gara dell'undicesimo turno contro i Miami Dolphins come riserva di Dylan Parham, viste le contemporanee assenze dei titolari Andre James e Cody Whitehair, ma non scese poi in campo. Concluse l'annata senza esordire da professionista.
Il 6 gennaio 2025, al termine della stagione regolare, Putnam firmò da riserva/contratto futuro.

## Vita privata
Putnam è pronipote di Neil Putnam che è stato capo-allenatore dei Lafayette Leopards per dieci anni dal 1971 al 1980.